# 黑客 (计算机安全)
「黑客」（Hacker）是信息安全、电脑安全和网络安全领域的專業人士，有能力參與信息战，發動或阻止基于网络的攻击。

## 术语
- 駭客（Hacker）－基本涵義是指一個擁有熟練電腦技術的人，但許多媒體將「駭客」用於指電腦侵入者。
- 白帽駭客（White Hat）－有能力破壞電腦安全但不具惡意目的的駭客。白帽駭客一般有清楚定義的道德規範，並常常試圖同企業合作，去改善被發現的安全弱點。
- 灰帽駭客（Grey Hat）－對於倫理和法律曖昧不清的駭客，以炫耀技術或宣揚理念為目的。
- 黑帽駭客（Black Hat）－無視倫理和法律的駭客，以獲取利益或發洩情緒為目的。
- 劊客（Cracker）－黑帽駭客的別稱，用於和一般（正面的）有理性的駭客做區隔。這個詞自1983年開始流行，大概是由於採用了相似發音和對Safe Cracker的解釋，並且理論化為一個駭客和罪犯的混成語。
- 脚本小子（Script kiddie）－自己沒有技術，而使用別人所寫的程式進行攻擊的網路鬧事者。

## 常用方法
- exploit－利用已知漏洞事先設計好的程式，对相应的目标进行攻击。可以是對記憶體緩衝區溢位或是對網頁應用程式業務邏輯漏洞進行漏洞利用攻擊。
- 数据包嗅探－一個可以擷取 数据包 封包资料的程式，可用于截取在電腦或網路中傳輸的密碼或其他資料。
- Rootkit－Rootkit技术一是病毒、木马用来保护自己免被杀软杀掉的一种操作系统底层技术
- 社交工程学－社交工程学就是利用人性的弱点来获取或者是骗取重要资料的学科。
- 木马－可以用来留下后门，或者是用于密码窃取，远程控制等
- 病毒－電腦病毒是一個可以自我複製的程式。并具备感染和激发功能。
- 漏洞扫描器－一個用於快速檢查網路內電腦之已知漏洞的工具。
- 蠕虫－与电脑病毒类似，可以自我复制并自动扫描网络中计算机漏洞自行实现感染传播。

## 安全工具
- 防火墙
- 入侵预防系统（入侵检测系统）
- 杀毒软件
- 加密
- 认证或授权
- 漏洞扫描器与端口扫描器
- 网络分析软件（英语：packetsniffer）

## 安全专家
- 若罕·黑尔森尤斯（Johan Helsingius）
- 下村努
- 尤金·卡巴斯基

## 情报黑客
除了民间知名黑客与组织，各国亦有军方资金招募和培养的黑客，这些黑客受雇于政府部门，有时被称为“网络间谍”，這類攻擊通常被歸類為高級長期威脅。
- 美蘇冷戰巔峰時期，德國有一群黑客從美國政府的電腦偷竊資訊賣給蘇聯，為情報黑客的開端。
- 90年代末，中国国防部建立了网络部队，中国公安部实施了「金盾工程」，以利阻止外國的情報人員滲透國內網路。[1]
- 2005年，美国国防部建立了世界上第一支网络黑客軍事機構，负责网络战的网军「美國網路司令部」[2]，用于防止对美国的网络恐怖袭击事件。[3]
- 2010年，網路服務供應商 Akamai 調查全球網路使用現況發現，在198個國家和地區的對外攻擊流量中，第一名是中国占全球總攻擊流量的 15.2％，第二名俄罗斯占 12％，再來是美国占 10％。[4]
- 2015年，中國正式成立電子戰專責組織「中國人民解放軍戰略支援部隊」[5]，旗下的「中國人民解放軍61398部隊」[6]、「中國人民解放軍61486部隊」[7]為主要的網路攻擊部隊。

## 相關影劇、遊戲

### 電影
- 駭客追緝令 （Takedown）
- 奪命連線 （Antitrust）
- 網路駭客 （Hackers）
- 全民公敌（Enemy of the State）
- 戰爭遊戲 （WarGames）
- 神鬼尖兵 （Sneakers）
- 劍魚 （Swordfish）
- 網路上身 （The Net）
- 防火牆 （Firewall）
- BBS 鄉民的正義
- 虎胆龙威4
- 我是谁：没有绝对安全的系统 （Who Am I – Kein System ist sicher）

### 電視劇
- 駭客軍團（Mr. Robot）

### 電玩
- 黑客网络（Hacknet）
- Hackers（英语：Hackers_(video_game)）

### 漫畫
- 國王們的海盜（王様達のヴァイキング）

## 参看條目
- 黑客／被逮捕的黑客／红客
- 网络安全／信息安全
- 白帽子／灰帽子／黑帽子